# Rio Blanco County
Rio Blanco County je okres ve státě Colorado ve Spojených státech amerických. K roku 2000 zde žilo 5 986 obyvatel. Správním městem okresu je Meeker. Celková rozloha okresu činí 8 347 km².